# Chanel Simmonds
Chanel Simmonds (Kempton Park, 10 agosto 1992) è una tennista sudafricana.

## Carriera
Nel circuito ITF ha vinto cinquantadue titoli: ventitre in singolare e ventinove in doppio.
Nei tornei dello Slam ha fatto il suo esordio agli US Open 2013 dove è stata sconfitta dalla connazionale Scheepers al primo turno.
Ha disputato sessantuno incontri con la squadra sudafricana di Fed Cup vincendone trentatre

## Statistiche

### ITF

#### Singolare

##### Vittorie (13)
| Torneo 100 000 $     |
| Torneo 75 000 $      |
| Torneo 50 000 $      |
| Torneo 25 000 $ (3)  |
| Torneo 10 000 $ (10) |

| N.  | Data              | Torneo                                                   | Superficie  | Avversaria in finale  | Punteggio           |
| 1.  | 26 ottobre 2009   | ITF Women's Circuit Pretoria, Pretoria                   | Cemento     | Davinia Lobbinger     | 6–1, 6–0            |
| 2.  | 29 marzo 2010     | ITF Women's Circuit Cairo, Il Cairo                      | Terra rossa | Tina Schiechtl        | 2–6, 6–3, 7–5       |
| 3.  | 17 maggio 2010    | Durban International Open, Durban                        | Cemento     | Poojashree Venkatesha | 6–1, 6–4            |
| 4.  | 24 maggio 2010    | KZN Open, Durban                                         | Cemento     | Daniela Scivetti      | 6–1, 6–4            |
| 5.  | 2 agosto 2010     | ITF Women's Circuit São Paulo, São Paulo                 | Terra rossa | Roxane Vaisemberg     | 6–2, 3–6, 6–1       |
| 6.  | 29 novembre 2010  | Palmera ITF Women's Circuit, Ain Sukhna                  | Terra rossa | Ana Jovanović         | 6–4, 6(5)–7, 7–6(6) |
| 7.  | 16 maggio 2011    | ITF NH NongHyup Goyang Women's Challenger Tennis, Goyang | Cemento     | Lee Ye-ra             | 6(9)–7, 6–1, 7–6(3) |
| 8.  | 23 maggio 2011    | ITF Changwon Women's Challenger Tennis, Changwon         | Cemento     | Yurika Sema           | 6–2, 6–2            |
| 9.  | 28 novembre 2011  | AAT Women's Circuit Rosario, Rosario                     | Terra rossa | Julia Cohen           | 6–3, 6–4            |
| 10. | 10 settembre 2012 | City of Salisbury Tennis International, Salisbury        | Cemento     | Zuzana Zlochová       | 6–3, 6–0            |
| 11. | 3 dicembre 2012   | TSA NWU-Pukke, Potchefstroom                             | Cemento     | Keren Shlomo          | 6–1, 6–4            |
| 12. | 17 febbraio 2014  | AAT Women's Circuit Buenos Aires, Buenos Aires           | Terra rossa | Yuliya Kalabina       | 6–2, 6–2            |
| 13. | 9 giugno 2014     | Sun City Open, Sun City                                  | Cemento     | Madrie Le Roux        | 6–2, 6–2            |

### Risultati in progressione
| Sigla | Risultato               |
| ----- | ----------------------- |
| V     | Vincitore               |
| F     | Finalista               |
| SF    | Semifinalista           |
| O     | Oro olimpico            |
| A     | Argento olimpico        |
| SF    | Bronzo olimpico         |
| QF    | Quarti di Finale        |
| 4T    | Quarto turno            |
| 3T    | Terzo turno             |
| 2T    | Secondo turno           |
| 1T    | Primo turno             |
| RR    | Round Robin             |
| LQ    | Turno di qualificazione |
| A     | Assente                 |
| ND    | Non disputato           |

| Legenda superfici    |
| -------------------- |
| Cemento              |
| Terra battuta        |
| Erba                 |
| Superficie variabile |

#### Singolare nei tornei del Grande Slam
| Torneo          | 2013 |
| --------------- | ---- |
| Australian Open | A    |
| Open di Francia | A    |
| Wimbledon       | A    |
| US Open         | 1T   |

#### Doppio nei tornei del Grande Slam
Nessuna partecipazione

#### Doppio misto nei tornei del Grande Slam
Nessuna partecipazione